# Chiesa carmelitana di Buda
La chiesa carmelitana di Buda (in ungherese Karmelita kolostor) è l'attuale sede del Primo Ministro d'Ungheria.
Il monastero è stato costruito nel 1736 dall'ordine carmelitano sul sito di una preesistente moschea distrutta nel 1686 durante l'assedio di Buda che liberò la capitale ungherese dall'occupazione ottomana. L'ordine ne divenne proprietario nel 1693, completando il monastero e la chiesa nel 1736, anche se poi fu consacrato solo nel 1763. Nel 1784 l'imperatore Giuseppe II sciolse l'ordine carmelitano e nel 1786 trasformò il tempio in un teatro, per intrattenere gli ufficiali del governo di Buda.
Durante la conversione realizzata da Wolfgang von Kempelen, le celle dei monaci divennero camerini e l'altare maggiore il palcoscenico. Con un auditorium a tre piani e una capienza di 1.200 posti, la prima si tenne il 17 ottobre 1787 e il 7 maggio 1800 vi tenne un concerto Beethoven.
Nel 1815.l'edificio venne ristrutturato e dal 1871 il teatro fu sede del Teatro Nazionale, mentre dal 1885 al 1886 ospitò anche rappresentazioni del Teatro dell'Opera e dell'Accademia di recitazione.
Dopo la prima guerra mondiale, il teatro riaprì il 21 marzo 1918 e rimase in uso fino al 1924, quando venne chiuso per i successivi cinque decenni a causa del crollo della galleria. Durante la seconda guerra mondiale, ha subito gravi bombardamenti, che ne hanno fatto crollare la balconata ed è stato riaperto il 13 febbraio 1978.
Dal gennaio 2019 è sede del capo del governo ungherese.